# Omlöp
Ett omlöp är en typ av fiskväg som anlagts för att tillåta fisk att passera ett vandringshinder som till exempel en damm. Ett omlöp konstrueras normalt som en bäck som löper runt hindret. 
Omlöp måste ofta göras ganska långa för att inte bli för branta. Man räknar med att fisk som abborre, gädda och mört inte klarar mer än 1–2 % lutning i långa omlöp. Lax kan klara så mycket som 25 % lutning på kortare sträckor i en laxtrappa. Ofta kombinerar man flera olika typer av fiskvägar för att överbygga hindret. 